# Phoenix Lake-Cedar Ridge
Phoenix Lake-Cedar Ridge és una concentració de població designada pel cens dels Estats Units a l'estat de Califòrnia. Segons el cens del 2000 tenia 5.123 habitants.

## Demografia
Segons el cens del 2000, Phoenix Lake-Cedar Ridge tenia 5.123 habitants, 2.044 habitatges, i 1.580 famílies. La densitat de població era de 78,4 habitants/km².
Dels 2.044 habitatges en un 27,7% hi vivien nens de menys de 18 anys, en un 66,2% hi vivien parelles casades, en un 7,6% dones solteres, i en un 22,7% no eren unitats familiars. En el 18,2% dels habitatges hi vivien persones soles el 8,8% de les quals corresponia a persones de 65 anys o més que vivien soles. El nombre mitjà de persones vivint en cada habitatge era de 2,51 i el nombre mitjà de persones que vivien en cada família era de 2,8.
Per edats la població es repartia de la següent manera: un 23,2% tenia menys de 18 anys, un 4,8% entre 18 i 24, un 19,6% entre 25 i 44, un 32,1% de 45 a 60 i un 20,3% 65 anys o més.
L'edat mediana era de 46 anys. Per cada 100 dones de 18 o més anys hi havia 95,7 homes.
La renda mediana per habitatge era de 44.699 $ i la renda mediana per família de 47.807 $. Els homes tenien una renda mediana de 41.136 $ mentre que les dones 26.923 $. La renda per capita de la població era de 22.853 $. Entorn del 4% de les famílies i el 7,5% de la població estaven per davall del llindar de pobresa.

## Poblacions més properes
El següent diagrama mostra les poblacions més properes.